# 1974 Голяма награда на САЩ
1974 Голяма награда на САЩ е 16-о за Голямата награда на САЩ и петнадесети последен кръг от сезон 1974 във Формула 1, провежда се на 6 октомври 1974 година на пистата Уоткинс Глен, Уоткинс Глен, Ню Йорк, САЩ.

## Репортаж
За първи път след шампионата през 1968, титлата се решава на последното състезание между трима пилоти. Емерсон Фитипалди и Клей Регацони пристигната в Уоткинс Глен с равни точки; тяхната битка ще бъде решена, кой ще спечели повече точки в последното състезание. Джоди Шектър, който също е замесен в битаката поради различни обстоятелства е на седем точки зад тях и се нуждае и двамата да не вземат точки, за да стане шампион, докато ГП на Канада видя края на надеждите на Ники Лауда и Рони Петерсон за титлата.
Две промени настъпиха след ГП на Канада. В Съртис, Дерек Бел е заменен от французина Жозе Долем, докато Лотус повикаха Тим Шенкен (чийто отбор с който се състезаваше, затвори врати) да кара проблематичния Лотус 76, докато редовните пилоти Рони Петерсон и Джаки Икс са с 72E.

### Квалификация
Изключително студени температури посрещна пилотите в петъчните сесии, като някои дори се страхуват на трасето да завали сняг, но в събота времето е слънчево. Карлос Ройтеман продължи с перфектната форма, постигайки пол-позиция (първа след тази в ГП на Аржентина преди две години), а Джеймс Хънт се нареди до аржентинеца на първа редица. Зад тях Марио Андрети класира Парнели-то на трета позиция, благодарение на опита си на трасето, пред Карлос Паче, Лауда, Шектър, Джон Уотсън, Фитипалди, Регацони (чийто двигател се повреди, а преди това си нарани леко крака си след инцидент) и Жан-Пиер Жарие. Изненадващо Жан-Пиер Белтоаз остана извън 26-те за старта, след като унищожи БРМ-а си в събота.
Долем, който пропусна решетката с почти секунда, е повикан като първа резерва да заеме място на стартовата решетка, след като Парнели-то на Андрети получи проблем с електрото на своята машина по време на сутрешната тренировка. Французинът обаче е последван от Шенкен в стил Верн Шупан от ГП на Швеция, невидян от организаторите. Проблемите на Парнели-то на Андрети междувременно бяха отстранени и болидът му е изпратен в края на пит-лейна.
Ройтеман запази позицията си от Хънт в края на първата обиколка, следван от Паче, Лауда, Шектър и Фитипалди. Регацони загуби контакт с групата и зад гърба му се намираха вече Уотсън, Патрик Депайе, Жак Лафит, Жарие и Артуро Мерцарио. Хънт видимо се движеше на лимита в опитите си да изпревари Брабам-а, докато Паче загуби позицията си от Лауда, следван от Шектър и Фитипалди изпреварвайки втория Брабам. Емерсон, знаейки че Шектър е пред него, а Регацони е зад Макларън-а, се нуждае просто да завърши на позицията която е, за да спечели титлата.
Швейцарецът, който страдаше от недозавиване не се оказа заплаха на бразилеца, като в същност той задържаше всички останали зад Ферари-то. Мерцарио е следващия, който изпревари Регацони, докато Жарие загуби няколко позиции, след като предните му гуми се предадоха. Дени Хълм отпадна с повреда в двигателя, докато организаторите дисквалифицираха Андрети, след като той получи външна помощ, и Шенкен, който стартира нелегално; австралиеца после каза че той погрешно разбра сигналите към Долем, докато Джаки Икс отпадна с наклонено окачване, след като удари мантинелата.
Тогава в 10-а обиколка настъпи трагедия. Хелмут Коиниг се движеше в задната част на колоната, преди задното окачване на Съртис-а да се разпадне без предупреждение, пращайки австриеца право в мантинелите. Макар да не идва право към тях с висока скорост, той я удари с достатъчна сила да откачи, лошо-поставената долна част, докато горната част обезглави 25-годишния австриец. Гледката е толкова лоша, че маршалите които пристигнаха на мястото на инцидента решиха покрият Коиниг и ударения Съртис с решетки за остатъка от състезанието. На организаторите отнеха няколко обиколки, за да информират всички в боксовете за гибелта на Хелмут, като Съртис прибраха втория Съртис на Долем, който имаше същия проблем.
Междувременно Мерцарио си върна формата си от първите състезания по-рано през сезона и бързо прихвана Уотсън, докато Мас и Петерсон бяха следващите които изпревариха Регацони. Швейцарецът, усещайки че нещо не става по болида спря в бокса в 15-а обиколка, но вече с нулеви шансове за титлата. Мерцарио и Уотсън продължиха тяхната битка, преди италианеца да принуди северно-ирландеца да се завърти в 25-а обиколка, след което си фокусира вниманието си към шестата позиция на Фитипалди. Регацони направи втори стоп, за да бъде оправен окачването, връщайки се толкова бързо че почти удари Мас. Марк Донъхю, който имаше проблеми със спирачките на старта, спря Пенске-то си с повреда по окачването, както и Виторио Брамбила с неизправност в горивната система. Лафит също приключи надпреварата си с повреда в двигателя.
Миналогодишният победител Петерсон, е девети преди да спре в бокса за проблем с разхлабен ауспух, докато Хънт имаше проблеми с изразходването на гориво, оставяйки Ройтеман да се отдалечи, а Паче да се доближи до Хескет-а. През това време Лауда напусна със счупено окачване, завършвайки сезона с пет поредни отпадания. Шектър ефективно даде титлата на Фитипалди, след като южно-африканеца отпадна с повреда в горивната система в 45-а обиколка. В същото време Мерцарио също напусна, след като пожарогасителя се активира само себе си, поради повреда в електрото.
Ройтеман постигна третата си победа за този сезон, докато в последните пет обиколки Паче изпревари Хънт, за да направи победата двойна. Джеймс завърши състезанието почти без гориво, но пред Фитипалди който постигна втората световна титла, в своя пети сезон в спорта. Той също така помогна на Макларън да спечели първата си титла при конструкторите. Уотсън и Депайе завършиха на пето и шесто място, финиширайки сезона обещаващо, докато Мас завърши пълната дистанция на седмо. Греъм Хил, Крис Еймън, Жарие, видимо смрачения Регацони и Щомелен завършиха състезанието, докато Том Прайс и Майк Уайлдс загубиха много време в боксовете, а повреда в горивната система попречи на Петерсон да завърши в точките.

## Класиране

### Състезание
| Поз | No | Пилот             | Конструктор      | Обиколки | Време/Отпадане   | Място | Точки |
| --- | -- | ----------------- | ---------------- | -------- | ---------------- | ----- | ----- |
| 1   | 7  | Карлос Ройтеман   | Брабам-Форд      | 59       | 1:40:21.439      | 1     | 9     |
| 2   | 8  | Карлос Паче       | Брабам-Форд      | 59       | + 10.735         | 4     | 6     |
| 3   | 24 | Джеймс Хънт       | Хескет-Форд      | 59       | + 1:10.384       | 2     | 4     |
| 4   | 5  | Емерсон Фитипалди | Макларън-Форд    | 59       | + 1:17.753       | 8     | 3     |
| 5   | 28 | Джон Уотсън       | Брабам-Форд      | 59       | + 1:25.804       | 7     | 2     |
| 6   | 4  | Патрик Депайе     | Тирел-Форд       | 59       | + 1:27.506       | 13    | 1     |
| 7   | 33 | Йохен Мас         | Макларън-Форд    | 59       | + 1:30.012       | 20    |       |
| 8   | 26 | Греъм Хил         | Лола-Форд        | 58       | + 1 Об.          | 24    |       |
| 9   | 15 | Крис Еймън        | БРМ              | 57       | + 2 Об.          | 12    |       |
| 10  | 17 | Жан-Пиер Жарие    | Шедоу-Форд       | 57       | + 2 Об.          | 10    |       |
| 11  | 11 | Клей Регацони     | Ферари           | 55       | + 4 Об.          | 9     |       |
| 12  | 27 | Ролф Щомелен      | Лола-Форд        | 54       | + 5 Об.          | 21    |       |
| Отп | 1  | Рони Петерсон     | Лотус-Форд       | 52       | Горивна система  | 19    |       |
| НКл | 22 | Майк Уайлдс       | Инсайн-Форд      | 50       | Не е класиран    | 22    |       |
| НКл | 16 | Том Прайс         | Шедоу-Форд       | 47       | Не е класиран    | 18    |       |
| Отп | 3  | Джоди Шектър      | Тирел-Форд       | 44       | Горивна система  | 6     |       |
| Отп | 20 | Артуро Мерцарио   | Исо Малборо-Форд | 43       | Електро          | 15    |       |
| Отп | 12 | Ники Лауда        | Ферари           | 38       | Окачване         | 5     |       |
| Отп | 21 | Жак Лафит         | Исо Малборо-Форд | 31       | Двигател         | 11    |       |
| Отп | 66 | Марк Донъхю       | Пенске-Форд      | 27       | Окачване         | 14    |       |
| Отк | 18 | Жозе Долем        | Съртис-Форд      | 25       | Оттегля се       | 26    |       |
| Отп | 10 | Виторио Брамбила  | Марч-Форд        | 21       | Горивна система  | 25    |       |
| Отп | 19 | Хелмут Коиниг     | Съртис-Форд      | 9        | Фатален инцидент | 23    |       |
| Отп | 2  | Джаки Икс         | Лотус-Форд       | 7        | Окачване         | 16    |       |
| ДКФ | 31 | Тим Шенкен        | Лотус-Форд       | 6        | Дисквалифициран  | 27    |       |
| ДКФ | 55 | Марио Андрети     | Парнели-Форд     | 4        | Дисквалифициран  | 3     |       |
| Отп | 6  | Дени Хълм         | Макларън-Форд    | 4        | Двигател         | 17    |       |
| НКв | 9  | Ханс-Йоахим Щук   | Марч-Форд        |          |                  |       |       |
| НКв | 42 | Иън Ашли          | Брабам-Форд      |          |                  |       |       |
| НКв | 14 | Жан-Пиер Белтоаз  | БРМ              |          |                  |       |       |

## Класиране след състезанието
| Поз | Пилот             | Точки |
| --- | ----------------- | ----- |
| 1   | Емерсон Фитипалди | 55    |
| 2   | Клей Регацони     | 52    |
| 3   | Джоди Шектър      | 45    |
| 4   | Ники Лауда        | 38    |
| 5   | Рони Петерсон     | 35    |
| 6   | Карлос Ройтеман   | 32    |
| 7   | Дени Хълм         | 20    |
| 8   | Джеймс Хънт       | 15    |
| 9   | Патрик Депайе     | 14    |
| 10  | Майк Хейлууд      | 12    |

| Поз | Конструктор       | Точки   |
| --- | ----------------- | ------- |
| 1   | Макларън-Форд     | 73 (75) |
| 2   | Ферари            | 65      |
| 3   | Тирел-Форд        | 52      |
| 4   | Лотус-Форд        | 42      |
| 5   | Брабам-Форд       | 35      |
| 6   | Хескет-Форд       | 15      |
| 7   | БРМ               | 10      |
| 8   | Шадоу-Форд        | 7       |
| 9   | Марч-Форд         | 6       |
| 10  | Исо Марлборо-Форд | 4       |